# مؤشر هينز
مؤشر هينز هو مؤشر لحالة الطقس طوره عالم الأرصاد الجوية دونالد هينز في عام 1988 حيث يقيس احتمال مساهمة الهواء المتقلب والجاف في نشوب حرائق البراري الكبيرة أو غير المنتظمة. والمؤشر مستمد من محتوى الاستقرار (الفرق في درجة الحرارة بين مستويات الغلاف الجوي المختلفة) ومحتوى الرطوبة (انخفاض نقطة الندى) في الغلاف الجوي السفلي. ويمكن الحصول على هذه البيانات باستخدام مسبار لاسلكي أو محاكاتها عبر نموذج عددي للتنبؤ بحالة الطقس. ويتم حساب المؤشر عبر ثلاثة نطاقات من الضغط الجوي: الارتفاع المنخفض (950-850 مللي بار (م بار))، الارتفاع المتوسط (850-700 م بار)، الارتفاع العالي (700-500 م بار).
ومؤشر هينز 6 يعني احتمالاً كبيرًا لأن يتحول حريق موجود إلى حريق كبير أو يأخذ منحى الحرائق غير المنتظمة، و5 يعني احتمالاً متوسطًا، بينما 4 يعني احتمالاً منخفضًا، وأي شيء أقل من 4 يعني احتمالاً منخفضًا جدًا.